# HC Dynamo Moscú
El HC Dynamo Moscú (del ruso: ХК Дина́мо Москва́) es un equipo profesional ruso de hockey sobre hielo con sede en Moscú. El club fue fundado en 1946 como parte de la sociedad deportiva Dynamo Moscú. Actualmente disputan la Liga Continental de Hockey (KHL).

## Historia
El equipo fue fundado el  22 de noviembre de 1946 como la sección de hockey sobre hielo del club deportivo Dynamo de Moscú, parte de la sociedad deportiva Dynamo patrocinada por el Ministerio soviético del Interior y de las estructuras de seguridad nacional como el KGB.
El Dynamo ganó el primer campeonato de hockey soviético en 1946-47 batiendo al Spartak de Moscú en la final. Dirigido por Arkady Chernyshev durante las primeras décadas de su historia, el Dynamo se estableció como uno de los mejores equipos de la liga de hockey soviética. A lo largo de la era soviética fue uno de los tres mejores equipos de la mayor parte de las temporadas ganando cinco campeonatos y tres Copas de la URSS.
Los últimos años del campeonato de hockey soviético y el inicio del período de IHL (el campeonato de la CEI) fueron marcados por los cuatro campeonatos consecutivos conquistados por el Dynamo y que le sirvió para terminar con el dominio de su rival del CSKA Moscú que duró décadas.

## Estadio

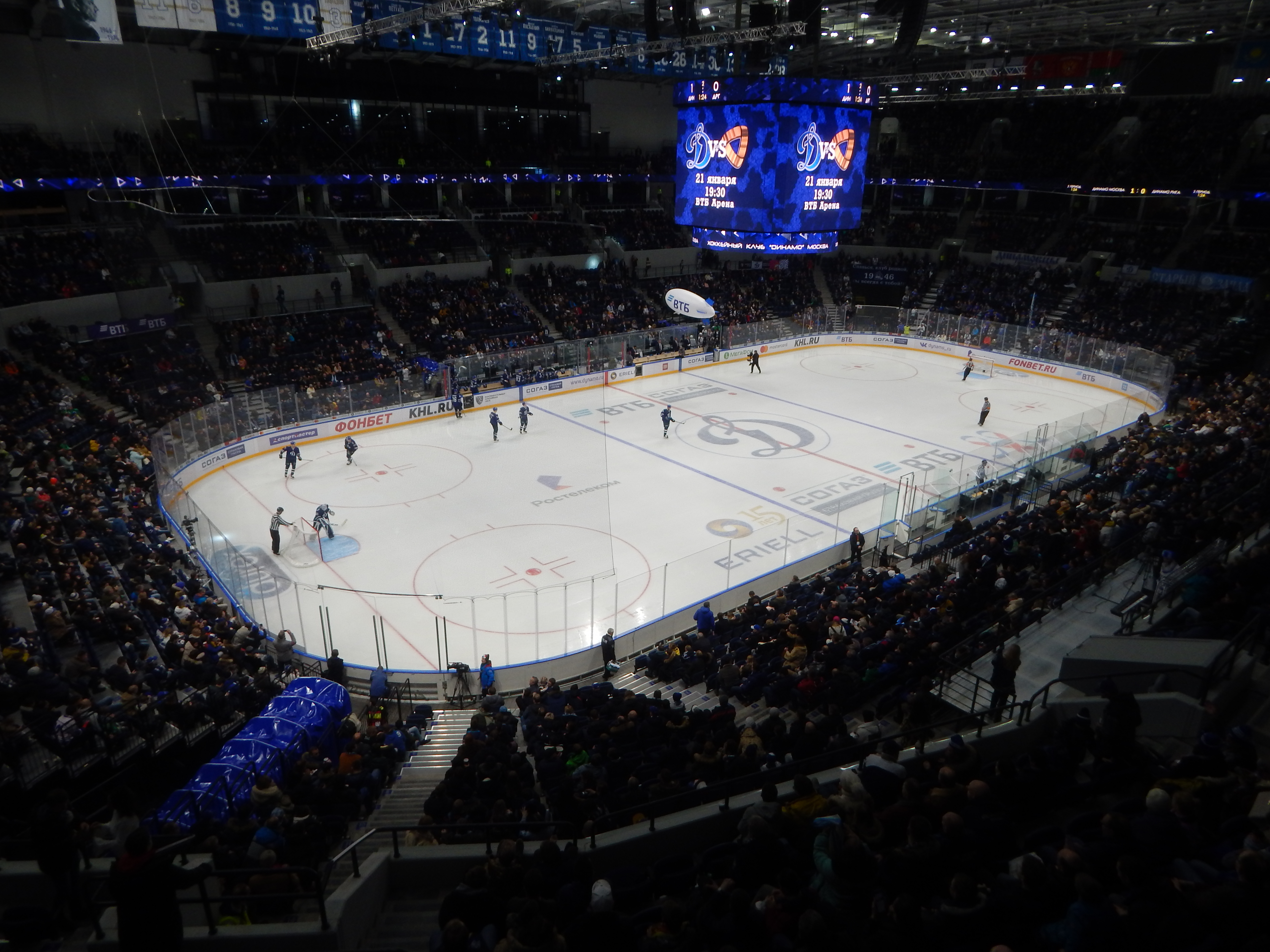
El Dynamo durante un partido en el VTB Arena.

El Dynamo juega sus partidos como local en el VTB Arena, un moderno estadio inaugurado en 2019. El Dynamo jugó su primer juego en la arena (que se llama Arkady Chernyshev Arena para los partidos de hockey) el 4 de enero de 2019 contra el Avtomobilist Yekaterinburg, ganando con un marcador de 2-0 y una asistencia de 10 797 espectadores. El 17 de febrero de 2019, la arena fue sede del partido de las estrellas de la VTB United League.

## Palmarés

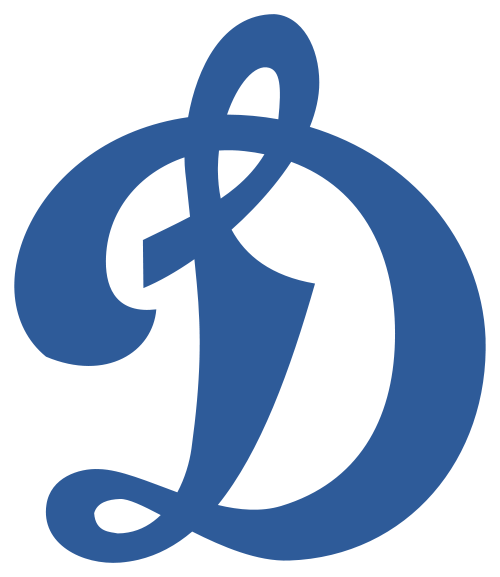
Escudo del club.

La siguiente es una lista de los títulos más importantes conquistados por el club.
 Copa Gagarin (2): 2012, 2013

 Superliga de Rusia (2): 2000, 2005

 Campeonato del IHL (2): 1993, 1995

 Copa IHL (3): 1993, 1995, 1996

 Liga soviética (5): 1947, 1954, 1990, 1991, 1992

 Copa soviética (3): 1953, 1972, 1976

 European Champions Cup (1): 2006

 Copa Spengler (2): 1983, 2008

 Copa Ahearne (2): 1975, 1976

 Copa Tampere (2): 1991, 1992

## Jugadores

### Salón de la fama
Jugadores
- Aleksandr Maltsev, LW, 1967–84, entró en 1999
- Vladimir Yurzinov, C, 1957–72, entró en 2002
- Valeri Vasiliev, D, 1967–84, entró en 1998

Entrenadores
- Arkady Chernyshev, 1946–74, entró en 1999
- Vladimir Yurzinov, 1974–79, 1989–92 entró en 2002

### Miembros honoríficos

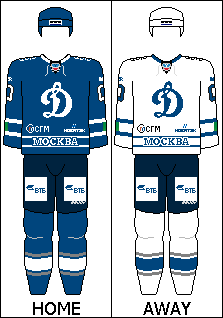
Clásico uniforme del Dinamo.

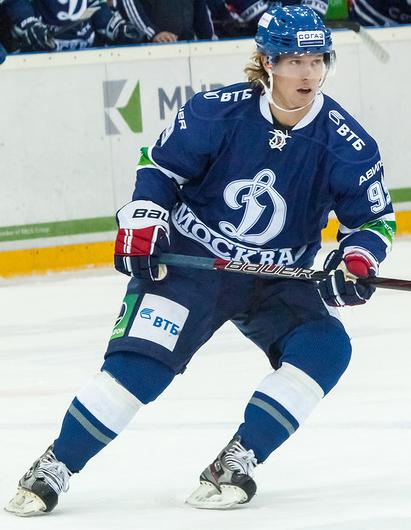
Nicklas Bäckström con el Dinamo.

El Dynamo Moscú ha galardonado con honores a veinticinco jugadores y un entrenador en su historia:
| Miembros honoríficos del HC Dynamo Moscú |                        |          |         |
| N.º                                      | Jugador                | Posición | Carrera |
| Coach                                    | Arkady Chernyshev      | N/A      | 1946–74 |
| 1                                        | Boris Zaitsev          | Por.     | 1957–70 |
| 1                                        | Vladimir Myshkin       | Por.     | 1980–90 |
| 2                                        | Oleg Tolmachev         | Def.     | 1987–04 |
| 2                                        | Pavel Zhiburtovich     | Def.     | 1955–62 |
| 3                                        | Vitaly Davydov         | Ala      | 1957–73 |
| 5                                        | Stanislav Petukhov     | Ala      | 1956–68 |
| 5                                        | Vasily Pervukhin       | Def.     | 1976–89 |
| 6                                        | Valery Vasiliev        | Def.     | 1967–84 |
| 6                                        | Alexander Karpovtsev   | Def.     | 1987–94 |
| 8                                        | Valentin Kuzin         | Ala      | 1950–61 |
| 8                                        | Aleksandr Golikov      | Del.     | 1976–83 |
| 9                                        | Nikolay Postavnin      | Del.     | 1946–51 |
| 9                                        | Alexander Uvarov       | Cent.    | 1948–60 |
| 9                                        | Anatoli Semenov        | Cent.    | 1979–90 |
| 10                                       | Yuri Krylov            | Ala      | 1951–65 |
| 10                                       | Vladimir Golikov       | Cent.    | 1977–85 |
| 11                                       | Yuri Volkov            | Ala      | 1996–99 |
| 11                                       | Alexander Maltsev      | Cent.    | 1967–84 |
| 12                                       | Igor Korolev           | Cent.    | 1988–92 |
| 14                                       | Sergei Svetlov         | Del.     | 1978–89 |
| 17                                       | Vladimir Yurzinov      | Cent.    | 1957–72 |
| 17                                       | Zinetula Bilyaletdinov | Def.     | 1973–88 |
| 26                                       | Alexei Zhamnov         | Cent.    | 1988–92 |
| 29                                       | Mikhail Shtalenkov     | Por.     | 1986–92 |
| 30                                       | Sergei Yashin          | Del.     | 1980–90 |

## Entrenadores
| - Arkady Chernyshev, 1946–74 - Vladimir Yurzinov, 1974–79 - Vitaly Davydov, 1979–81 - Vladimir Kiselev, 1981–83 - Igor Tuzik, 1983–84 - Yuri Moiseev, 1984–89 - Vladimir Yurzinov, 1989–92 - Petr Vorobiev, 1992–93 - Igor Tuzik, 1993–94 - Vladimir Golubovic, 1994–96 | - Yuri Ochnev, 1996–97 - Alexander Volchkov, 1996–98 - Zinetula Bilyaletdinov, 1997–00 - Vladimir Semenov, 2000–02 - Zinetula Bilyaletdinov, 2002–04 - Vladimir Krikunov, 2004–07 - Vladimir Vuytek, 2007–09 - Sergei Kotov, 2009 - Andrei Khomutov, 2009–10 - Oleg Znarok, 2010–presente |